# Henryk Higier
Henryk (Chaim) Higier (ur. 1 stycznia 1866 w Warszawie, zm. 1942 w getcie warszawskim) – polski lekarz neurolog i psychiatra.

## Życiorys
Pochodził z żydowskiej rodziny; był synem Jakuba Higiera i Zofii z domu Lubelfels. Ukończył III Gimnazjum w Warszawie w 1884 roku. Studiował medycynę na Cesarskim Uniwersytecie Warszawskim, a potem na Uniwersytecie w Dorpacie, swoją dysertację doktorską sporządził w klinice psychiatrycznej Emila Kraepelina. Studia zakończył cum eximia laude, a jego rozprawa doktorska została nagrodzona złotym medalem. W latach 1891–1893 pracował na oddziale wewnętrznym Szpitala Starozakonnych w Warszawie. Blisko współpracował z Samuelem Goldflamem w jego poliklinice. W 1897 roku odbył podróż naukową do Niemiec i Austrii, gdzie zwiedzał kliniki neurologiczne. Pracował też w Szpitalu Starozakonnych w Warszawie.
W 1908 powstało w Otwocku „Sanatoryum dla chorych nerwowych” (później „Zakład Dietetyczno–Przyrodoleczniczy”), którego był jednym z inicjatorów i założycielem, razem z Gustawem Krukowskim i Adamem Wizelem. Przez lata budynek rozrastał się, ale placówka zakończyła działalność wraz z wybuchem II wojny światowej. Obecnie w budynku dawnego sanatorium działa od 1994 roku Zespół Szkół nr 1.
W 1909 roku uczestniczył w XVI Międzynarodowym Kongresie Medycznym w Budapeszcie. Był wiceprzewodniczącym Polskiego Towarzystwa Neurologicznego (od 1925 roku), członkiem zarządu Warszawskiego Towarzystwa Neurologicznego. Od 1911 należał do Towarzystwa Lekarskiego w Tokio. Członek Warszawskiego Towarzystwa Lekarskiego. Od 1901 roku był współpracownikiem „Neurologisches Centralblatt”, od 1918 „Zentralblatt für die gesamte Neurologie und Psychiatrie”.
Prezes Żydowskiego Towarzystwa Dobroczynnego Pomoc Lekarska. Współpracował z redakcją „Naszego Przeglądu”. Należał do warszawskiej loży B’nai B’rith.
W 1931 roku uroczyście obchodzono jubileusz 40-lecia pracy lekarskiej i naukowej Higiera.

## Życie prywatne
29 czerwca 1893 roku ożenił się z Heleną Rothberg (Rotberg). Jego syn Stanisław Higier również był lekarzem neurologiem; córka Zofia Dromlewiczowa była pisarką i scenarzystką
Podczas II wojny światowej został przesiedlony do getta warszawskiego, gdzie został zamordowany w 1942 roku. Syn Stanisław zginął wcześniej, również zamordowany w getcie.

## Dorobek naukowy
Zajmował się m.in. dziedzicznymi schorzeniami ośrodkowego układu nerwowego. Proponował zabieg sympatektomii przed eksperymentami René Leriche′a. Pozostawił około 250 prac naukowych. Był jednym z autorów 12-tomowej Bibliothek der gesammten medicinischen Wissenschaften für praktische Aerzte und Specialärzte (pod redakcją Antona Draschego). 

## Wybrane prace
- Experimentelle Prufung der psychophysischen Methoden im Bereiche des Raumsinnes der Netzhaut. Schnakenburg′s Buchdruckerei, 1890
- Z hygjeny ciała i ducha oraz metodyki nauczania i wychowania w szkole i w domu: uwagi w sprawie reformy szkolnej. W drukarni St. Niemiry Synów, 1900
- Schweißanomalien bei Rückenmarkskrankheiten. Neurologisches Centralblatt 1, 19-22, 1907
- Pathologie der angeborenen, familiären und hereditären Krankheiten, speziell der Nerven- und Geisteskrankheiten, „Archiv für Psychiatrie und Nervenkrankheiten”, 48 (1), 1911, s. 41–146, DOI: 10.1007/BF01815285.
- Niemoc płciowa i bezpłodność u mężczyzn i kobiet ze stanowiska neurologa. Lwów, 1915
- Amyotonia congenita (Oppenheim) kombiniert mit Trophoedème chronique (Meige). Neurologisches Centralblatt, 1917
- (transl. Walter Max Kraus) Vegetative Neurology: The Anatomy, Physiology, Pharmacodynamics and Pathology of the Sympathetic and Autonomic Nervous Systems. New York-Washington: Nervous and Mental Disease Publishing, 1919
- Pogranicze padaczki. Warszawskie Czasopismo Lekarskie, 1924
- Konstytucjonalizm, humoralizm i neurowegetatyzm w nowoczesnej medycynie wewnętrznej. Festschrift für Woldemar Bechterew zum 40. Jahre seiner Lehrtätigkeit (1885–1925). Leningrad, 1926
- Typ Żyda-lekarza Europy Zachodniej i Polski na schyłku średniowiecza (Wyjątek z większej pracy). Nasz Przegląd 20.8.1926 s. 6 22.8.1926 s. 6 24.8.1926 s. 4 25.8.1926 s. 4
- Epidemiczny paraliż dziecięcy. Nasz Przegląd 2.10.1927 s. 5
- Przełom w psychoanalizie. Warszawskie Czasopismo Lekarskie, 1929
- Z dziedziny przewlekłych zachorzeń naczyń obwodowych wieku młodzieńczego i męskiego (Endarteriitis obliterans juvenilis, Gangraena spontanea virilis, Thromboangiitis Buergeri), 1931
- Epilepsia tarda endocrina hypophysotoxica cum macropsia, porropsja, hyperacusia. Polska Gazeta Lekarska, 1934
- W sprawie walki eugenicznej z rozrodem osobników małowartościowych. Warszawskie Czasopismo Lekarskie 46, s. 836–837, 1936
- W sprawie odczynu pocenia się u osobników ze schorzeniem rdzenia (notatka historyczna), 1936
- Etiologia i terapia psychozy maniakalno-depresyjnej. Klinika Współczesna, 1938
- Jak wytłumaczyć utratę węchu po urazie czaszki. Medycyna Współczesna, 1938
- Leczenia kataru siennego. Prasa Lekarska, 1938
- Lekarz a rasa i wyznanie. Warszawskie Czasopismo Lekarskie 15 (3), 1938
- Psychoterapia a rasizm. Warszawskie Czasopismo Lekarskie 15 (36), 1938
- Madagaskar ze stanowiska lekarskiego. Nasz Przegląd 28.3.1938 s. 8
- Z pogranicza newrozy i psychopatii. Nasz Przegląd 25.4.1938 s. 20